# Desmopsis heteropetala
Desmopsis heteropetala R.E.Fr. – gatunek rośliny z rodziny flaszowcowatych (Annonaceae Juss.). Występuje endemicznie w Kostaryce. 

## Morfologia
PokrójZimozielone drzewo dorastające do 8 m wysokości.
LiścieMają eliptyczny kształt. Mierzą 10,8–37,6 cm długości oraz 4,2–16,3 cm szerokości. Nasada liścia jest strzałkowata. Liść na brzegu jest całobrzegi. Wierzchołek jest spiczasty. Ogonek liściowy jest nagi i dorasta do 2–4 mm długości.
KwiatyZebrane po 2–4 w pęczki. Rozwijają się w kątach pędów. Działki kielicha mają owalny kształt i dorastają do 3 mm długości. Płatki mają kształt od owalnego do lancetowatego i osiągają do 12–16 mm długości. Kwiaty mają około 100 pręcików i 7–20 słupków.
OwocePojedyncze. Mają kształt od kulistego do elipsoidalnego. Osiągają 18–35 mm długości.

## Biologia i ekologia
Rośnie w lasach. Występuje na wysokości do 500 m n.p.m.